# Азізол Абу Ханіффа
Азізол Абу Ханіффа (малай. Azizol Abu Haniffah; 18 лютого 1965, Телук-Інтан) — малайзійський футболіст, що грав на позиції півзахисника. Відомий за виступами в малайзійському клубі «Перак» та збірної Малайзії, у складі якої брав участь у футбольному турнірі Азійських ігор 1994 року.

## Футбольна кар'єра
Азізол Абу Ханіффа розпочав виступи у професійному футболі в 1983 році в команді «Перак», у складі якої грав до завершення виступів на футбольних полях у 1994 році. У складі команди Азізол у 1990 році став володарем Кубка Футбольної асоціації Малайзії, а в 1991 році став його фіналістом.
З 1983 до 1994 року Азізол Абу Ханіффа грав у складі національної збірної Малайзії. У складі збірної футболіст у 1989 році став переможцем Ігор Південно-Східної Азії, а в 1993 році Турніру Мердека. У 1994 році Азізол брав участь у футбольному турнірі Азійських ігор. Загалом зіграв у складі збірної 71 матч, у якому відзначився 8 забитими м'ячами.